# Should Men Walk Home?
Should Men Walk Home? és un curtmetratge mut produït per Hal Roach, dirigit per Leo McCarey i protagonitzat per Mabel Normand i Creighton Hale. La pel·lícula es va estrenar el 30 de gener de 1927.

## Argument
Un jove recull una noia fent auto stop però ella resulta ser una lladre que l'amenaça amb una pistola per robar-li la cartera. El jove accelera i aconsegueix que els aturi la policia. La noia es veu obligada a renunciar al seu projecte però ell li ofereix unir forces ja que també és un lladre.
Van junts a una festa en una mansió per tal de robar una joia. El detectiu de la casa sospita d'ells, però és incapaç d'atrapar-los amb les mans a la massa. La joia robada passa de mà en mà, cau a una font on el lladre es submergeix per recuperar-la. Mentre és registrat pel detectiu, discretament lliura la joia a la jove, que la llença dins un bol de ponx que s’està servint en el bufet. A partir d'aleshores, els dos còmplices aconsegueixen bolcar el bol les tasses de cada convidat tan bon punt se'l serveix. Un dels convidats (Hardy) és víctima d'aquest truc en nombroses ocasions. La joia acaba dins de la tassa del propietari de la casa però ella fingeix tenir un atac de tos i li agafa el bol per empassar-se el contingut. Amb la joia a la boca fuig cap amunt perseguida pel detectiu i ella acaba llençant la joia al fill petit de l'amo de la casa. Aquest s'escapa i la porta al seu pare. Els dos lladres han de marxar sense el seu botí i es comprometen ser honestos a partir de l'endemà. En aquell moment surt el detectiu i dóna la mà a l'home. Amb el sacseig li comencen a caure de la màniga i del barret tota la plata de la casa.

## Repartiment
- Mabel Normand (la lladre)
- Creighton Hale (el lladre)
- Eugene Pallette (detectiu, Intelligence Bureau)
- Oliver Hardy (convidat que vol ponxe)
- Edgar Dearing (policia motoritzat)
- Fay Holderness (infermera)
- Blanche Payson (convidada a la festa)
- L.J. O’Connor (extra)
- Clara Guiol (extra)
- Gloria Lee (doble de Mabel)